# American Journal of Physics
The American Journal of Physics (Американский журнал физики) — ежемесячный рецензируемый научный журнал, публикуемый Американской ассоциацией учителей физики и Американским институтом физики. Редактор — Ричард Прайс из Университета Юты.

## Цели и сфера деятельности
В центре внимания этого журнала — физика на уровне бакалавриата и магистратуры. Предполагаемая аудитория — преподаватели физики в колледжах и университетах. Охват включает текущие исследования в области физики, учебного лабораторного оборудования, лабораторных демонстраций, методик обучения, списков ресурсов и рецензий на книги. Кроме того, рассматривают исторические, философские и культурные аспекты физики.

## История
Прежнее название этого журнала было American Physics Teacher (том 1, февраль 1933 года) (ISSN 0096-0322). Периодичность выпуска: с 1933 по 1936 год — ежеквартально, с 1937 по 1939 год — раз в два месяца. В декабре 1939 года завершился выпуск 7-го тома, а в феврале 1940 года журнал получил своё нынешнее название.

## Аннотирование и индексация
Этот журнал индексируется в следующих базах данных:
- Abstract Bulletin of the Institute of Paper Chemistry (PAPERCHEM in 1969)[8]
- Applied Science &amp; Technology Index (H.W. Wilson Company)
- Chemical Abstracts
- Computer &amp; Control Abstracts
- Current Index to Journals in Education (CSA Illumina — ERIC database)
- Current Physics Index
- Electrical &amp; Electronics Abstracts
- Energy Research Abstracts
- General Science Index (H.W. Wilson Company)
- International Aerospace Abstracts
- Mathematical Reviews
- Physics Abstracts. Science Abstracts. Series A
- SPIN